# گوریل پشمالو

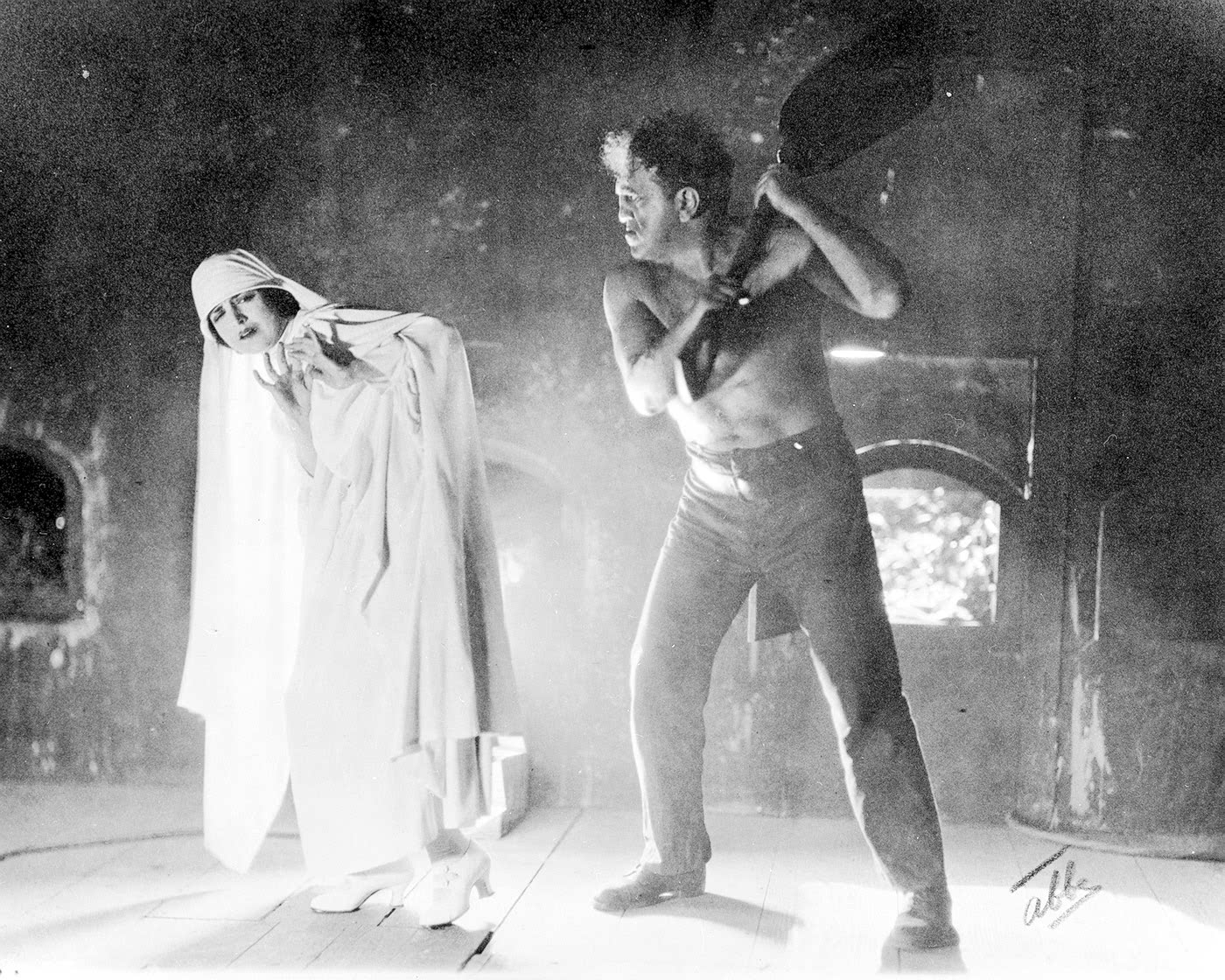
نمایشنانه گوریل پشمالو

گوریل پشمالو (انگلیسی: The Hairy Ape) نمایشنامه‌ای اکسپرسیونیستی اثر یوجین اونیل است که در آن زندگی هولناک گروهی از کارگران کشتی که کارشان سوخت رسانی به کوره آتشخانه کشتی است را روایت می‌کند. ینک که یکی از این کارگرها است، دارای خصوصیات کم و بیش متفاوتی نسبت به بقیه کارگرهای آتشخانه است. او سیه چهره و پرمو و غول‌پیکر است و بدن بسیار توانمندی دارد.